# 张伟 (北魏)
张伟（？—？），字仲业，小名翠螭，太原郡中都县（今山西省平遥县）人。他通学诸经，在家乡为数百人讲授儒典。执教勤奋耐心，百问不厌，十分受门徒尊敬，对他像父亲一样好。魏太武帝神䴥四年（431年），与高允等同被征为中书博士。后任侍郎、冯翊太守等职。曾奉命出使酒泉，慰劳沮渠无讳。官至平东将军，封建安公。后卒，赠征南将军、并州刺史，谥号康。其子张仲虑、张仲继。